# 둔다가시

시 문장

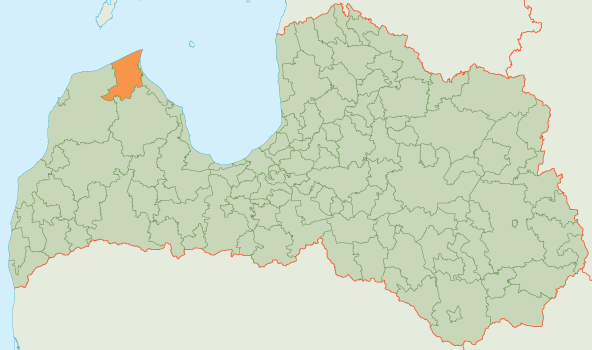
둔다가 시의 위치

둔다가시(라트비아어: Dundagas novads)는 라트비아의 지방 자치체로 행정 중심지는 둔다가이며 면적은 675.6km2, 인구는 4,878명(2009년 기준), 인구 밀도는 7.2명/km2이다. 2개 교구를 관할한다.